# Yowzers
Yowzers ist ein Musikalbum von Ben LaMar Gay. Die von Juli bis Dezember 2023 in Chicago entstandenen Aufnahmen erschienen am 6. Juni 2025 auf International Anthem.

## Hintergrund
Ben LaMar Gay, der neben dem Kornett auch Synthesizer, Glocken, Diddley Bow, Perkussion spielte und Gesang, Programmierung und Manipulationen beitrug, nahm das Album mit Tommaso Moretti (Schlagzeug, Perkussion, Gesang), Matthew Davis (Tuba, Piano, Glocken, Gesang) und Will Faber (Gitarre, Ngoni, Glocken, Gesang) ein. Außerdem wirkten als Gastmusiker Rob Frye (Flöte, Bassklarinette) und die Sängerinnen Ayanna Woods, Tramaine Parker und Ugochi Nwaogwugwu mit. Die Stücke 2, 3, 6, 10 und 11 wurden live in den Palisade Studios in Chicago am 4. und 5. Dezember 2023 aufgenommen. Alle anderen Stücke wurden in den International Anthem Studios, Chicago, von Juli bis Dezember 2024 aufgenommen.

## Titelliste
1. Yowsers 2:22
2. The Glorification of Small Victories 4:57
3. There, Inside the Morning Glory 5:11
4. Roller Skates 0:49
5. For Breezy 3:13
6. I Am (Bells) 6:12
7. Promontory 2:12
8. John, John Henry 3:46
9. Damn You Cute 3:51
10. Cumulus 7:02
11. Touch 2:13
12. Leave Some for You 3:24

Die Kompositionen stammen von Be LaMar Gay.

## Rezeption

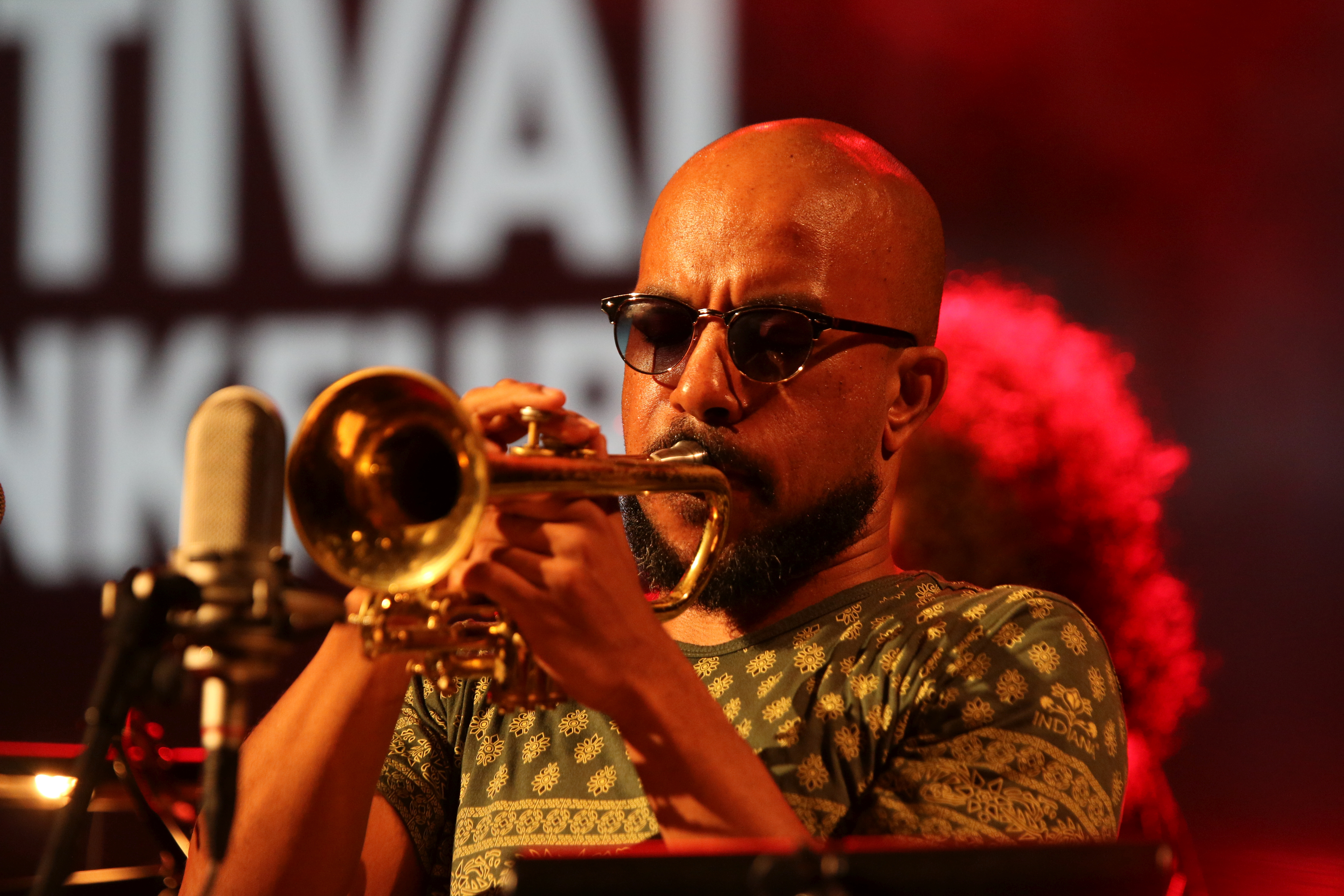
Ben LaMar Gay auf dem Deutschen Jazzfestival 2015 mit der AACM Now Generation

Die Musik von Ben LaMar Gay würde erhaben flüchtig klingen, wie von Natur aus flüchtig – dazu bestimmt, in der Dynamik physischer Räume aufzugehen, anstatt sie in der Stille von Aufnahmen zu genießen, schrieb Antonio Poscic in The Quietus. Die Formbarkeit der gemeinsamen musikalischen Erfahrungen, die Gays Kreativität zu beflügeln scheinen, gehe über die flüchtige, sich ständig verändernde Natur seiner Kompositionen hinaus. Sie befreie seine künstlerische Stimme und ermögliche es ihm, Einflüsse aus allen Ecken der Welt „wie ein rollender Katamari-Ball“ zu sammeln – von Jazz und Blues bis hin zu Tropicália und Samba. Die Vielfalt der gezeigten Stile und Ansätze sei faszinierend, ja geradezu schwindelerregend. Doch die Stücke auf Yowzers wirkten, als gehörten sie zusammen, verbunden durch einen ungreifbaren Faden – eine Sensibilität, die über reine Ästhetik hinausgeht und Konzepte, Welten und Kompositionen über Grenzen hinweg verbinde. Wie Gay es ausdrückt: „Diese Ideen wollen beeinflusst werden, damit sie sich weit verbreiten können. Die Geschichte will erweitert werden.“